# Espartano Fútbol Club
El Espartano Fútbol Club es un club de fútbol del municipio de San José de Colinas en el departamento de Santa Bárbara, Honduras. Actualmente juega en la Liga Mayor José Rolando Sabillón perteneciente a la Liga Mayor de Honduras.

## Historia
El Espartano Fútbol Club fue fundado en la ciudad de  San José de Colinas, Santa Bárbara, Honduras en el año 1937. En el año 2014 consiguió ascender a la Liga de Ascenso de Honduras tras derrotar al Club Mercedes con una victoria 2-0 en el juego de ida y una derrota 1-2 (Global 3-2). En 2018 vendió su categoría por problemas económicos y actualmente deambula por la Tercera División.

## Estadio
El Espartano Fútbol Club ejerce localía en el Estadio Aurora de San José de Colinas, Honduras. Con capacidad para 3000 espectadores. Comparte el Estadio con su rival el CD Cruz Azul

## Jugadores

### Plantilla
= Lesión de rodilla*  = Lesión de larga duración.

## Palmarés

### Títulos nacionales
- Liga Mayor de Fútbol de Honduras (1): 2014[3]